# Ianthodon schultzei
Lo iantodonte (Ianthodon schultzei) è un tetrapode estinto appartenente ai pelicosauri. Visse nel Carbonifero superiore (Pennsylvaniano superiore, circa 305 - 302 milioni di anni fa) e i suoi resti fossili sono stati ritrovati in Nordamerica.

## Descrizione
Questo animale è noto solo per resti fossili molto frammentari, grazie ai quali si può ricostruirne l'aspetto solo parzialmente. La morfologia scheletrica, in ogni caso, assomigliava molto a quella di animali più noti, come Haptodus. Come quest'ultimo, Ianthodon doveva possedere un corpo allungato, una coda lunga e zampe snelle poste ai lati del corpo. Il cranio era alto e fornito di orbite relativamente grandi. Rispetto a Haptodus, tuttavia, erano presenti meno denti aguzzi e ricurvi lungo i bordi di mascella e mandibola; i denti sull'osso pterigoide nel palato, inoltre, erano più piccoli.

## Classificazione
Ianthodon schultzei è stato descritto per la prima volta nel 2004, sulla base di un esemplare giovanile incompleto rinvenuto nel sito fossilifero di Garnett, in Kansas. I fossili comprendono la volta cranica, parte del palato e della scatola cranica, mandibola, e alcuni elementi dello scheletro postcranico. Sembra che Ianthodon, benché noto per un individuo non adulto, fosse vicino all'origine del clade degli sfenacodonti, un gruppo di pelicosauri carnivori vicini all'origine dei terapsidi (e quindi dei mammiferi). 

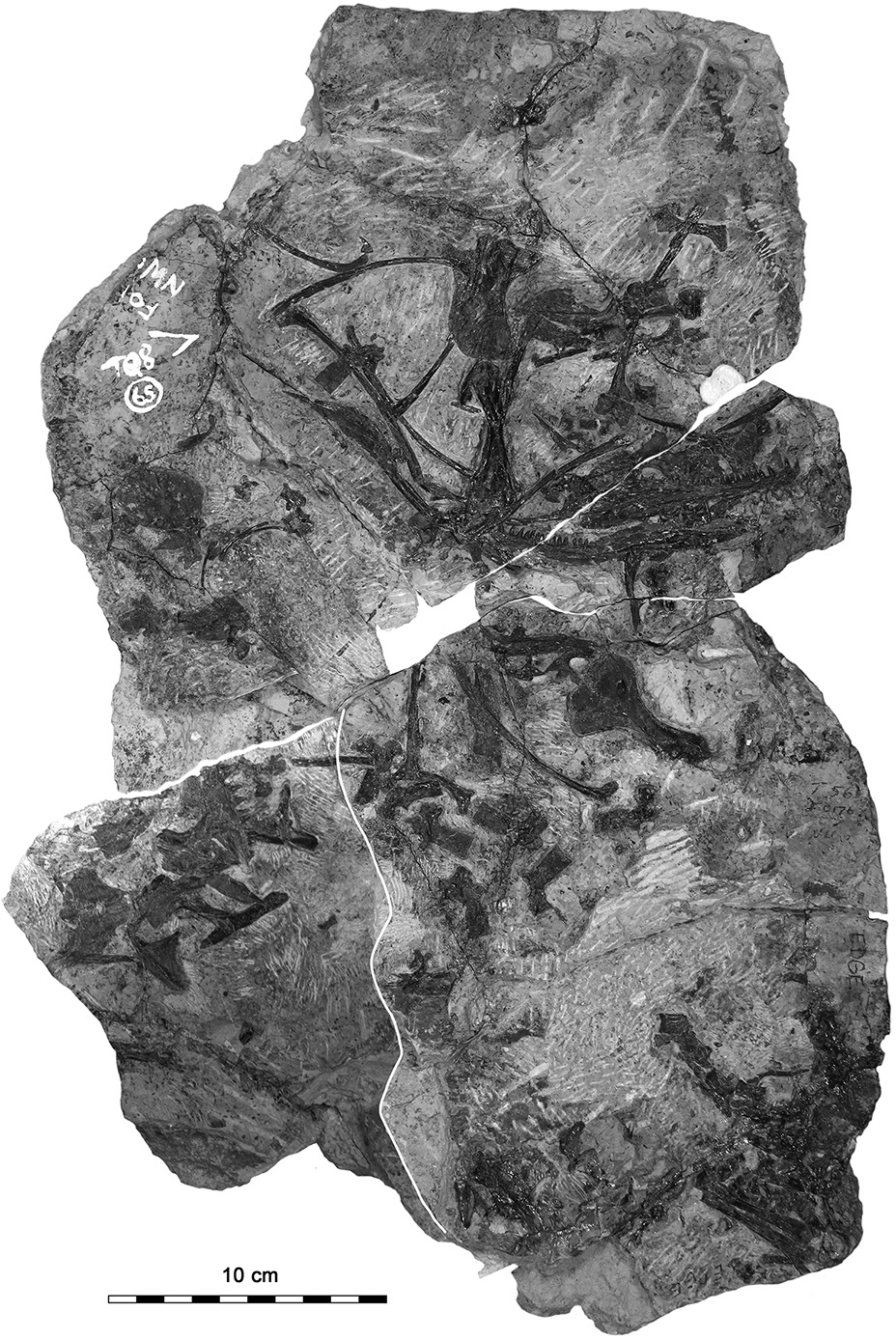
Fossile di Ianthodon schultzei

In particolare, Ianthodon sembra riflettere una condizione più basale di Haptodus garnettensis, rinvenuto nello stesso sito fossilifero. Un'analisi filogenetica, sulla base di lavori precedenti e nuovi caratteri codificati per Ianthodon, Cutleria e Pantelosaurus, supporta questa ipotesi. Il sito di Garnett sembra conservare un insieme di sinapsidi (Haptodus, Ianthasaurus, Ianthodon) vicini alla base del grande clade che comprende Edaphosauridae e Sphenacodontia, suggerendo che una diversificazione iniziale di questo clade sia avvenuta ben prima della fine del periodo Carbonifero (Spindler et al., 2015).